# Berg, Åtvidabergs kommun
Berg är en tätort i Åtvidabergs kommun, Östergötlands län. 

## Befolkningsutveckling
| Befolkningsutvecklingen i Berg, Åtvidabergs kommun 1960–2020 | Befolkningsutvecklingen i Berg, Åtvidabergs kommun 1960–2020 | Befolkningsutvecklingen i Berg, Åtvidabergs kommun 1960–2020 | Befolkningsutvecklingen i Berg, Åtvidabergs kommun 1960–2020 | Befolkningsutvecklingen i Berg, Åtvidabergs kommun 1960–2020 |
| ------------------------------------------------------------ | ------------------------------------------------------------ | ------------------------------------------------------------ | ------------------------------------------------------------ | ------------------------------------------------------------ |
|                                                              |                                                              |                                                              |                                                              |                                                              |
| År                                                           |                                                              |                                                              | Folkmängd                                                    | Areal (ha)                                                   |
| 1960                                                         | 1960                                                         |                                                              | 303                                                          |                                                              |
| 1965                                                         | 1965                                                         |                                                              | 320                                                          |                                                              |
| 1970                                                         | 1970                                                         |                                                              | 317                                                          |                                                              |
| 1975                                                         | 1975                                                         |                                                              | 368                                                          |                                                              |
| 1980                                                         | 1980                                                         |                                                              | 359                                                          |                                                              |
| 1990                                                         | 1990                                                         |                                                              | 351                                                          | 53                                                           |
| 1995                                                         | 1995                                                         |                                                              | 353                                                          | 53                                                           |
| 2000                                                         | 2000                                                         |                                                              | 344                                                          | 53                                                           |
| 2005                                                         | 2005                                                         |                                                              | 335                                                          | 53                                                           |
| 2010                                                         | 2010                                                         |                                                              | 311                                                          | 54                                                           |
| 2015                                                         | 2015                                                         |                                                              | 291                                                          | 54                                                           |
| 2020                                                         | 2020                                                         |                                                              | 302                                                          | 54                                                           |
|                                                              |                                                              |                                                              |                                                              |                                                              |